# Juliusz Letniowski
Juliusz Letniowski (ur. 8 kwietnia 1998 w Gdańsku) – polski piłkarz występujący na pozycji pomocnika w Miedzi Legnica. 
Syn trenera piłkarskiego Sebastiana Letniowskiego, brat piłkarza Jakuba Letniowskiego (ur. 2000).